# Черваро
Черва́ро (итал. Cervaro; возле устья — канал Черваро-Нуово; итал. Canale Cervaro Nuovo) — река Южной Италии. Течёт по территории провинций Фоджа (Апулия) и Авеллино (Кампания). Впадает в Адриатическое море.
Длина реки составляет примерно 105 км. Питается атмосферными осадками, чрезмерное количество которых иногда приводит к разрушительным паводкам (во время наводнения 2003 года расход воды в реке достигал 682 м³/с).
Черваро начинается в горах Монти-делла-Дауния у населённого пункта Пасторе (Монтелеоне-ди-Пулья) на высоте около 850 м над уровнем моря возле стыка границ четырёх коммун: Цунголи, Анцано-ди-Пулья, Сан-Соссьо-Барония и Монтелеоне-ди-Пулья. От истока течёт преимущественно на северо-запад, после прохождения территории коммуны Ариано-Ирпино основным направлением течения становится северо-восток. Нижнее течение реки возле устья канализировано. Впадает в залив Манфредония с западной стороны на территории коммуны Манфредония.
Согласно одной из версий, верхнее течение Черваро, под названием Цербалус (лат. Cerbalus), упоминается в Естественной истории Плиния.